# Saraba, itoshiki kanashimi-tachi yo
„Saraba, itoshiki kanashimi-tachi yo” (jap. サラバ、愛しき悲しみたちよ) – dziewiąty singel japońskiego zespołu Momoiro Clover Z, wydany w Japonii przez Starchild 21 listopada 2012 roku. Singel został wydany w dwóch edycjach: regularnej i limitowanej.
Singel osiągnął 2 pozycję w rankingu Oricon i pozostał na liście przez 27 tygodni, sprzedał się w nakładzie 134 168 egzemplarzy. Utwór tytułowy został użyty jako piosenka przewodnia TV dramy Akumu-chan. Utwór Wee-Tee-Wee-Tee został użyty w reklamach zabawek Furby, jest śpiewany w języku japońskim i furbijskim. Słowo wee-tee oznacza „śpiewać”. Singel zdobył status złotej płyty za sprzedaż detaliczną i podwójną platynę za utwór Saraba, itoshiki kanashimi-tachi yo.

## Lista utworów
| CD (wer. regularna)     |                                                                                         |                                                     |                                                     |                                                     |      |
| Nr                      | Tytuł                                                                                   | Słowa                                               | Kompozycja                                          | Aranżacja                                           | Czas |
| 1.                      | "Saraba, itoshiki kanashimi-tachi yo" (jap. サラバ、愛しき悲しみたちよ)                 | Yūho Iwasato                                        | Tomoyasu Hotei                                      | Tomoyasu Hotei                                      | 4:58 |
| 2.                      | "Kuroi shūmatsu" (jap. 黒い週末)                                                        | Natsumi Tadano                                      | NARASAKI                                            | NARASAKI                                            | 6:20 |
| 3.                      | "Wee-Tee-Wee-Tee"                                                                       | CHI-MEY                                             | CHI-MEY                                             | Tomohiro Ōkubo                                      | 4:22 |
| 4.                      | "Saraba, itoshiki kanashimi-tachi yo" (jap. サラバ、愛しき悲しみたちよ) (off vocal ver) |                                                     | Tomoyasu Hotei                                      | Tomoyasu Hotei                                      | 4:58 |
| 5.                      | "Kuroi shūmatsu" (jap. 黒い週末) (off vocal ver)                                        |                                                     | NARASAKI                                            | NARASAKI                                            | 6:20 |
| 6.                      | "Wee-Tee-Wee-Tee" (off vocal ver)                                                       |                                                     | CHI-MEY                                             | Tomohiro Ōkubo                                      | 4:22 |
| CD (wer. limitowana)    |                                                                                         |                                                     |                                                     |                                                     |      |
| Nr                      | Tytuł                                                                                   | Słowa                                               | Kompozycja                                          | Aranżacja                                           | Czas |
| 1.                      | "Saraba, itoshiki kanashimi-tachi yo" (jap. サラバ、愛しき悲しみたちよ)                 | Yūho Iwasato                                        | Tomoyasu Hotei                                      | Tomoyasu Hotei                                      | 4:58 |
| 2.                      | "Kuroi shūmatsu" (jap. 黒い週末)                                                        | Natsumi Tadano                                      | NARASAKI                                            | NARASAKI                                            | 6:20 |
| 3.                      | "Saraba, itoshiki kanashimi-tachi yo" (jap. サラバ、愛しき悲しみたちよ) (off vocal ver) |                                                     | Tomoyasu Hotei                                      | Tomoyasu Hotei                                      | 4:58 |
| 4.                      | "Kuroi shūmatsu" (jap. 黒い週末) (off vocal ver)                                        |                                                     | NARASAKI                                            | NARASAKI                                            | 6:20 |
| DVD (wer. limitowana A) |                                                                                         |                                                     |                                                     |                                                     |      |
| Nr                      | Tytuł                                                                                   | Tytuł                                               | Tytuł                                               | Tytuł                                               | Czas |
| 1.                      | "Saraba, itoshiki kanashimi-tachi yo" (Music video)                                     | "Saraba, itoshiki kanashimi-tachi yo" (Music video) | "Saraba, itoshiki kanashimi-tachi yo" (Music video) | "Saraba, itoshiki kanashimi-tachi yo" (Music video) |      |

## Notowania
| Lista                                           | Pozycja |
| ----------------------------------------------- | ------- |
| Oricon Daily Singles Chart                      | 2       |
| Oricon Weekly Singles Chart                     | 2       |
| Oricon Monthly Singles Chart                    | 8       |
| Oricon Yearly Singles Chart                     | 84      |
| Billboard Japan Hot 100                         | 1       |
| Billboard Japan Hot Singles Sales               | 2       |
| Billboard Japan Hot Top Airplay                 | 8       |
| Billboard Japan Hot Adult Contemporary Airplay  | 13      |
| Space Shower TV - SUPER HITS PERFECT RANKING 50 | 1       |